# Непоправљиви Рон
Непоправљиви Рон (енгл. Ron's Gone Wrong) је рачунарски-анимирани научнофантастично-хумористички филм из 2021. године, редитеља Саре Смит и Жан-Филипа Вајна (у свом редитељском дебију), коредитеља Октавија Родригеза и сценариста Питера Бајнхама и Смитове. Гласове позајмљују Зак Галифанакис, Џек Дилан Грејзер, Ед Хелмс, Џастис Смит, Роб Делејни, Кајли Кантрал, Рикардо Хуртадо и Оливија Колман. Први је филм Locksmith Animation-а и први анимирани филм који је продуцирао TSG Entertainment
Премијера филма била је 9. октобра 2021. у Лондону, а објављен је 9. октобра у биоскопима у Уједињеном Краљевству и 22. октобра 2021. године у Сједињеним Државама, дистрибутера 20th Century Studios (под њиховом марком 20th Century Animation), као први анимирани филм студија након затварања Blue Sky Studios-а, као и први анимирани филм који је објављен под именом 20th Century Studios-а. Филм је објављен 21. октобра 2021. године у биоскопима Србији, дистрибутера MegaCom Film-а. Српску синхронизацију радио је студио Ливада Београд. Зарадио је 60,4 милиона долара и добио углавном позитивне критике критичара.

## Радња
Смештен у будућност у којој су шетајући, говорећи, дигитално повезани Б-ботови постали дечји пријатељи, Непоправљиви Рон прича причу о Барнију који сазнаје да Рон никад баш не функционише.

## Улоге
| Улога           | Оригинални глас   | Српски глас         |
| --------------- | ----------------- | ------------------- |
| Барни Падовски  | Џек Дилан Грејзер | Никола Амповски     |
| Рон             | Зак Галифанакис   | Петар Михаиловић    |
| Грахам Падовски | Ед Хелмс          | Небојша Миловановић |
| Донка Падовски  | Оливија Колман    | Маја Оџаклијевска   |
| Ендру Морис     | Роб Делејни       | Марко Јањић         |
| Марк Вејдел     | Џастис Смит       | Никола Ракочевић    |
| Савана Мидс     | Кајли Кантрал     | Ивона Рамбосек      |
| Рич Белчер      | Рикардо Хуртадо   | Митар Милићевић     |